# Burchard Alberti
Burchard Alberti (* 21. Januar 1898 in Berlin-Steglitz; † 5. Juli 1988) war ein deutscher Lebensmittelchemiker und Lepidopterologe.

## Leben
Seine Jugend verbrachte Alberti in Berlin. Sein Vater weckte in ihm schon im frühen Kindesalter das Interesse für Schmetterlinge, die er dann als Gymnasiast um Berlin und im Riesengebirge sammelte. Während des Ersten Weltkrieges wurde er auf den Balkan verschlagen, wo er Material für seine erste Publikation über die Großschmetterlinge Mazedoniens zusammentrug. Seine naturwissenschaftliche Ausbildung an der Berliner Universität erfolgte in den schweren Nachkriegsjahren von 1919 bis 1924. Mit einer organisch-chemischen Arbeit wurde er 1925 zum Dr. phil. promoviert. Als junger Chemiker war er zunächst in der Industrie tätig und lebte als beamteter Lebensmittelchemiker in Merseburg. Im Zweiten Weltkrieg wurde er erneut einberufen, hatte jedoch auch die Gelegenheit, in der Südukraine und im Don-Gebiet entomologisch tätig zu sein. 
Nach dem Zweiten Weltkrieg wurde er ab 1952 zunächst Assistent und anschließend bis zu seiner Pensionierung wissenschaftlicher Mitarbeiter bei Erich Martin Hering am Zoologischen Museum der Humboldt-Universität zu Berlin. Er konzentrierte sich hier auf die Dickkopffalter (Hesperiidae) und die Widderchen (Zygaenidae), führte für diese Familien richtungsweisende Arbeiten aus und berücksichtigte dabei auch phylogenetische Aspekte.
1972 übersiedelte er nach Göttingen, wo seine Söhne lebten. Mit vielen Auslandsreisen war er bis ins hohe Alter weiterhin entomologisch sehr aktiv. 
Mit der Verleihung der Ritter-von-Spix-Medaille im Jahre 1986 würdigte die Zoologische Staatssammlung München Albertis Verdienste für die Entomologie.

## Schriften (Auswahl)
Zu entomologischen Themen verfasste Alberti viele Publikationen, u. a. zusammen mit Josef Soffner über die Schmetterlingsfauna Süd- und Südostrusslands. Weitere Beispiele sind:
- Zur Stammesgeschichte und Systematik der Zygaenini (Lep. Zygaenidae), Deutsche Entomologische Zeitschrift 2, 1955, S. 301–321
- Über Verbreitungsbild und systematische Wertung von Carcharodus orientalis Rev. und altheae Hbn. (Lep. Hesperiidae), Zeitschrift der Wiener Entomologischen Gesellschaft 49, 1964, S. 99–103
- Eine neue Procris-Art aus Persien (Lep. Zygaenidae), Mitteilungen der Münchner  Entomologischen Gesellschaft 57, 1967, S. 99–101
- Über die Hesperia alveus Hbn.-Gruppe im Kaukasus-Raum nebst Beschreibung einer neuen Art1) (Lep. Hesperiidae), Deutsche Entomologische Zeitschrift 14, 1967, S. 461–471
- Lepidopteren aus der Mongolischen Volksrepublik Ergebnisse der Mongolisch-Deutschen Biologischen Expeditionen seit 1962, Deutsche Entomologische Zeitschrift 18, 1971, S. 361–376
- Über Wesen und Aussagegrenzen der „Phylogenetischen Systematik“ von Henning, untersucht am Beispiel der Zygaenidae (Lepidoptera), Mitteilungen der Münchner  Entomologischen Gesellschaft 71, 1981, S. 1–31
- Zur Taxonomie der Pyrgus alveus HB.-Gruppe (Lep. Hesperiidae), Nota Lepidopterologica 7, 1984, S. 2–6

## Nach Alberti benannte Taxa
Einige Schmetterlingsarten wurden zu Ehren von Alberti benannt. Dazu gehören: 
- Fulvoclysia albertii Razowski, 1983
- Hadena albertii Hacker, 1996